# 1996 في كرواتيا
فيما يلي قوائم الأحداث التي وقعت خلال عام 1996 في كرواتيا.

## سياسة

### انتهاء فترة المنصب
- 5 نوفمبر – ايفو ساندر رئيس كرواتيا.

## كتب
من الكتب التي صدرت هذه السنة في كرواتيا:
- 1 يناير – المقهى الأوروبي من تأليف Slavenka Drakulić [الإنجليزية]‏.

## مواليد

### مارس
- 10 مارس – جوسيب بوسافيتش لاعب كرة قدم كرواتي.[1]
- 26 مارس – لوكا بوغدان لاعب كرة قدم كرواتي.[2]

### يونيو
- 1 يونيو – آدم ميتشيل لاعب كرة قدم نيوزلندي.[3]
- 18 يونيو – ألين خليلوفيتش لاعب كرة قدم كرواتي.[4]
- 28 يونيو – دونا فيكك لاعبة كرة مضرب كرواتية.

### يوليو
- 20 يوليو – ماركو أرابوفيتش لاعب كرة سلة كرواتي.

### سبتمبر
- 17 سبتمبر – دويه كاليتا-كار لاعب كرة قدم كرواتي.[5]

### نوفمبر
- 14 نوفمبر – بورنا كوريتش لاعب كرة مضرب كرواتي.

## وفيات

### يوليو
- 23 يوليو – تون غزاري (مواليد 1912)